# Pyronia bathseba
Pyronia bathseba är en fjärilsart som beskrevs av Fabricius 1793. Pyronia bathseba ingår i släktet Pyronia och familjen praktfjärilar. Inga underarter finns listade.

## Beskrivning

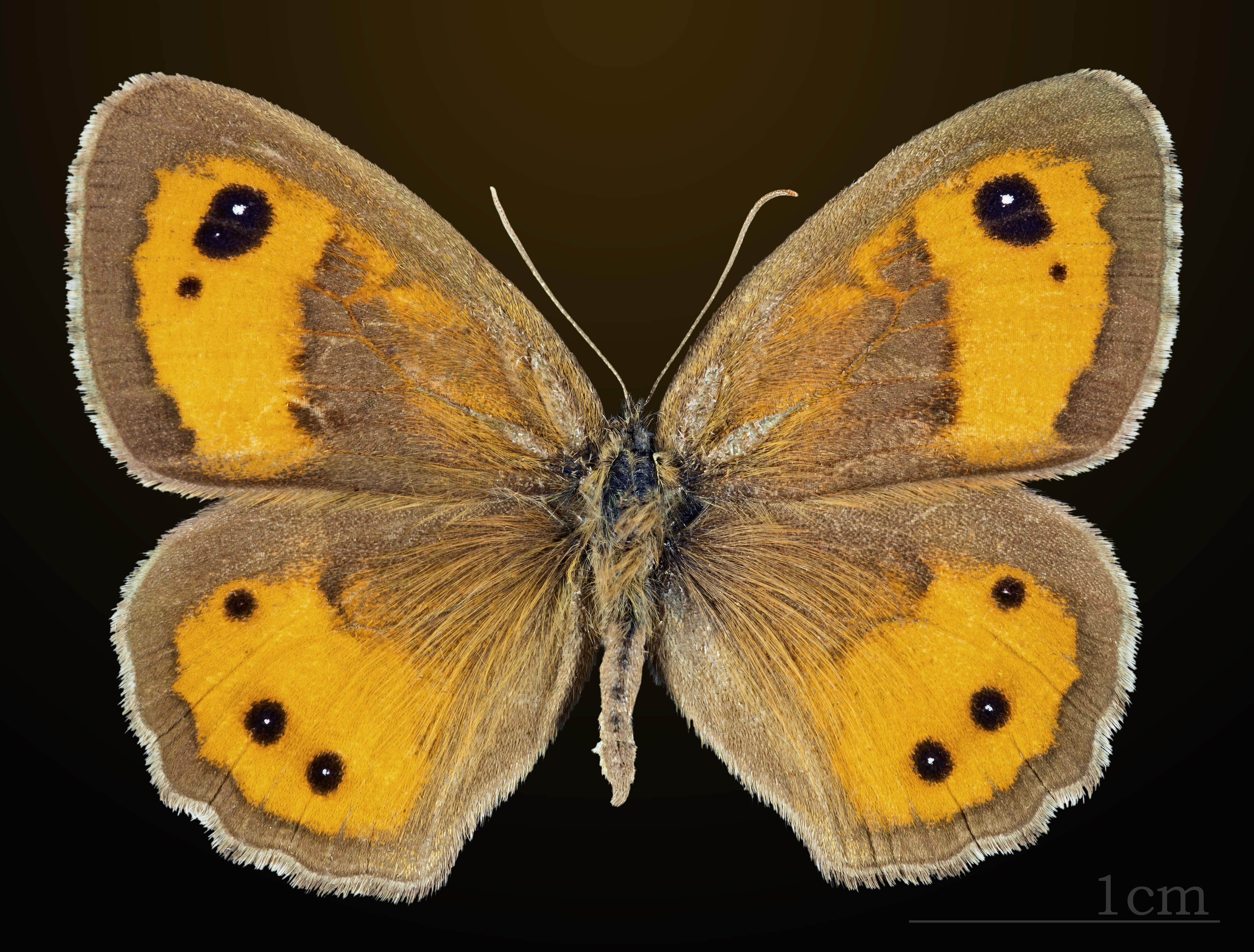
Pyronia bathseba ♂
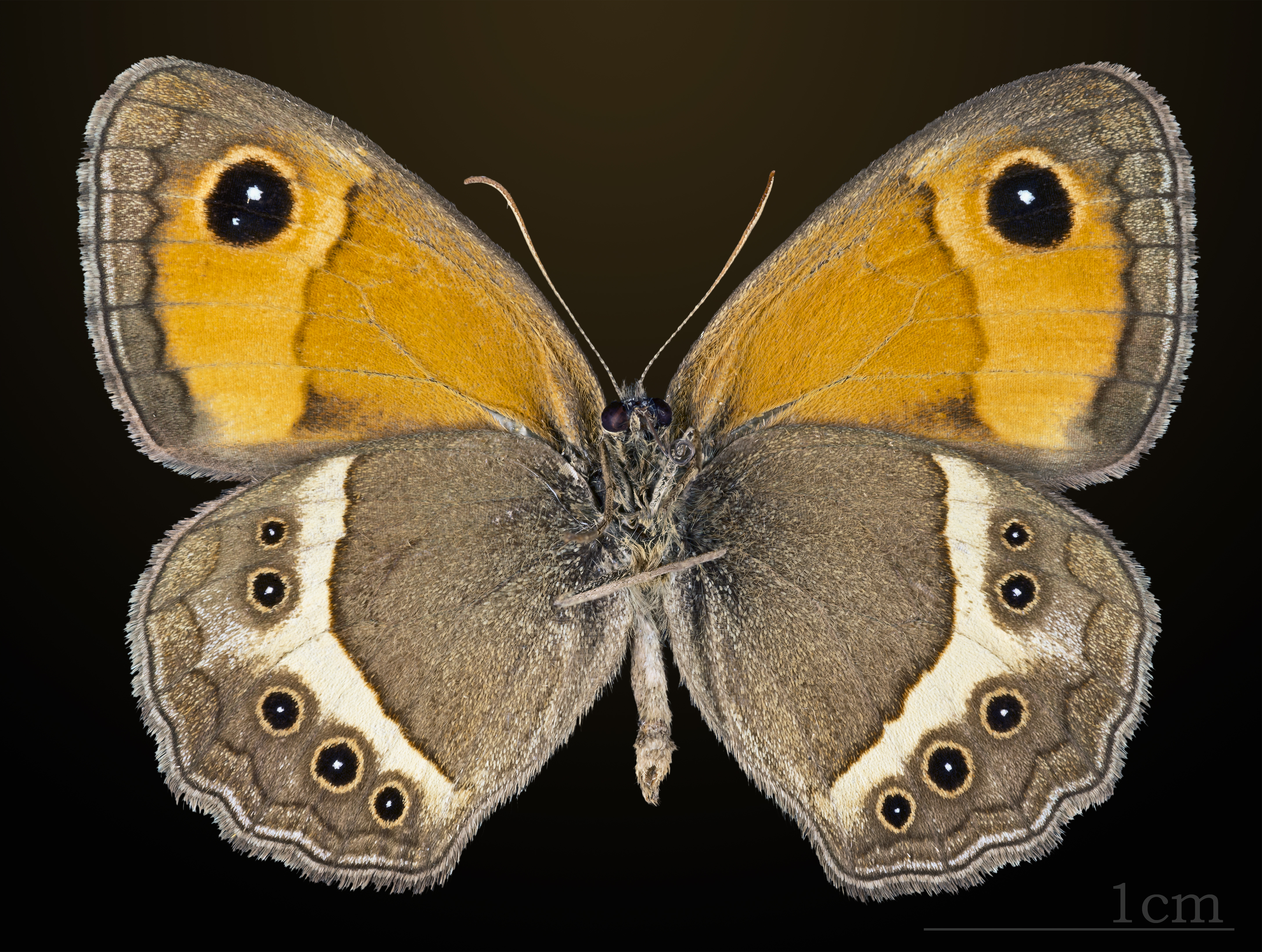
Pyronia bathseba ♂ △
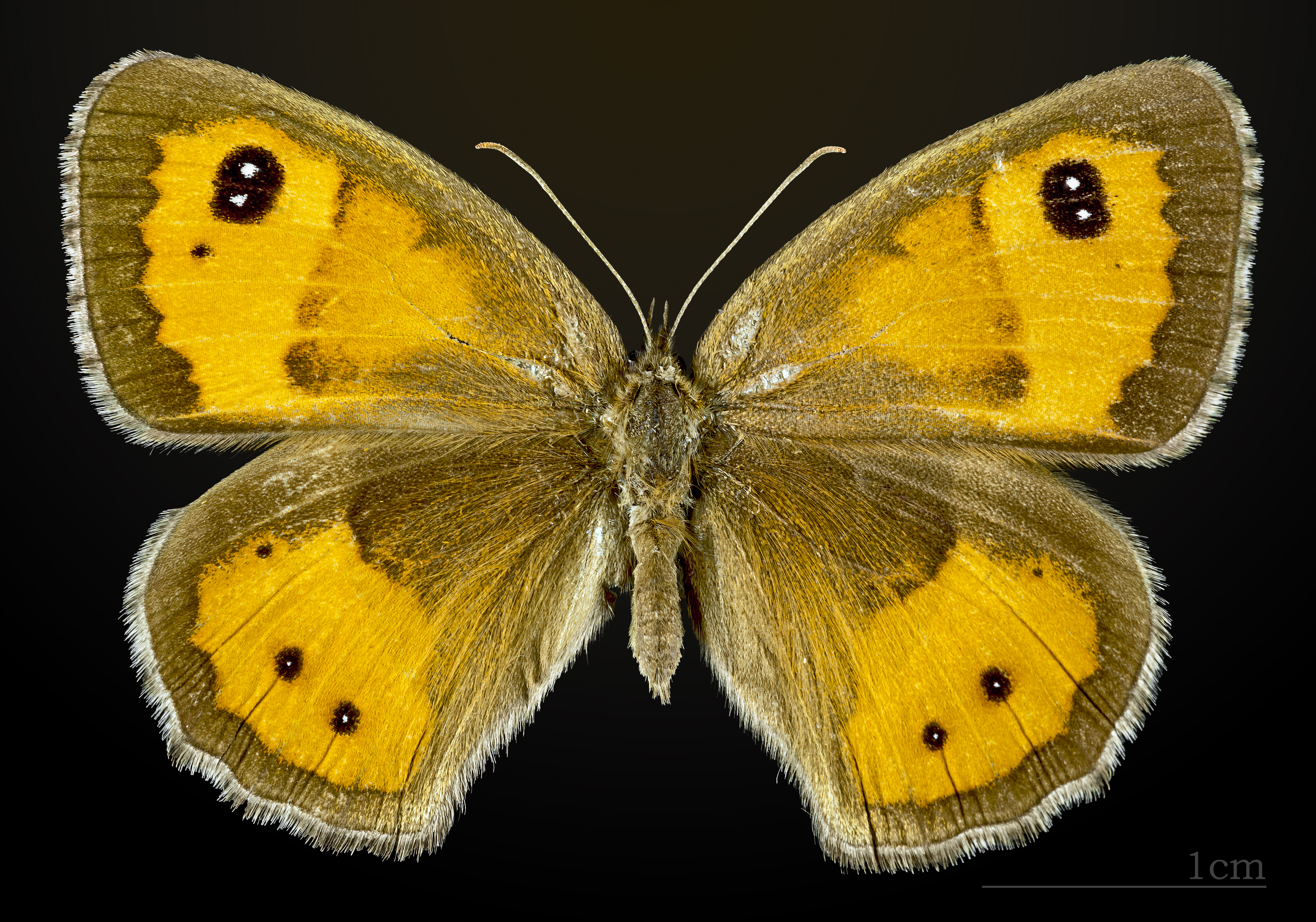
Pyronia bathseba ♀
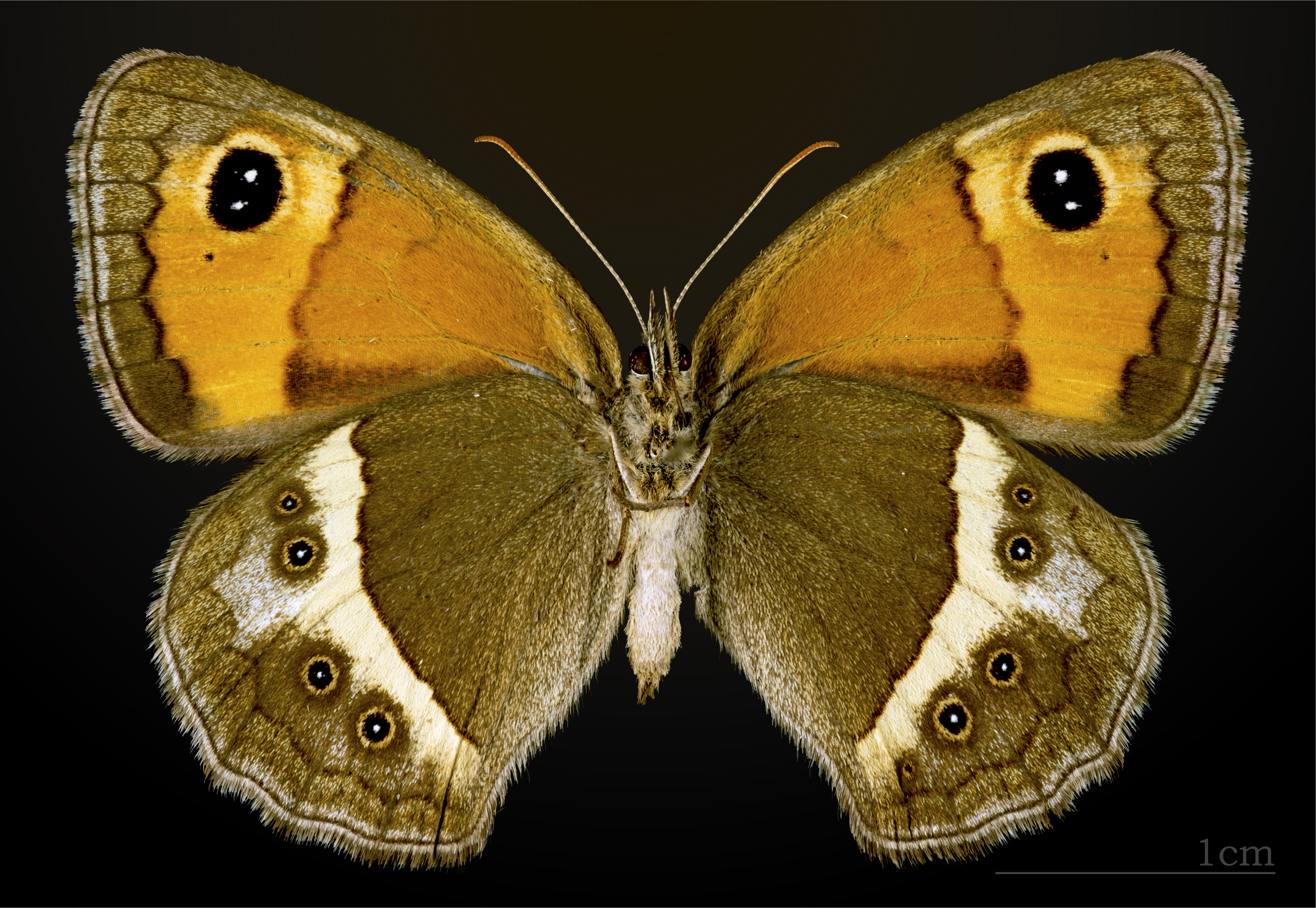
Pyronia bathseba ♀ △